# Дворана Блауграна
Дворана Блауграна (шп. Palau Blaugrana) спортска је дворана која се налази у Барселони (Шпанија). Смештена је између фудбалских стадиона Мини естади и Камп ноу. Отворена је 23. октобра 1971. године и првобитно је имала капацитет од 5.696 седећих места. Године 1994. у склопу реновирања извршено је и проширење капацитета, тако да од тада може да прими 7.585 гледалаца.
Дворану Блауграна као домаћи терен користе:
- Кошаркашки клуб Барселона
- Рукометни клуб Барселона
- Хокејашки клуб Барселона
- Футсал клуб Барселона

## Значајнији догађаји
- 1992: Олимпијске игре 1992. - теквондо, џудо, хокеј на котураљкама